# Tribomont
 (septembre 2012).
Si vous disposez d'ouvrages ou d'articles de référence ou si vous connaissez des sites web de qualité traitant du thème abordé ici, merci de compléter l'article en donnant les références utiles à sa vérifiabilité et en les liant à la section « Notes et références ».
 (septembre 2012).
- Si vous ne connaissez pas le sujet, laissez ce bandeau (vous pouvez alors contacter les auteurs).
- Si vous supprimez le contenu mis en cause (vous pouvez préalablement contacter les auteurs),

argumentez précisément cette suppression dans la page de discussion
(un manque de référence n'est pas un argument ; une recherche réelle de référence doit avoir été effectuée, être formellement documentée).
Tribomont est un hameau belge faisant partie des communes de Herve, Verviers et Pepinster situées en Région wallonne dans la province de Liège. Avant la fusion des communes, il faisait partie des communes de Grand-Rechain, Lambermont et Wegnez.

## Étymologie
L'origine du nom est très ancienne, elle vient de l'appellation latine Tribaldi mons (le mont/la colline de Tribald), sujet roman (langue) qui a dû habiter l'endroit. Avec la francisation, "Tribald mont" devint "Tribaut-mont", aussi "Thrybomont" (au XVIe siècle) puis enfin "Tribomont"

## Batisses et légendes

### Ferme du haras
Il est vraisemblable qu'une très ancienne bâtisse existait en cet endroit, avant la construction du château de Sclassin, en effet, le château lui-même fut construit sur l'emplacement d'une autre ferme existante, et qu'il est l'historique que « la ferme et la bergerie y attenante furent des dépendances du château ». Il est également vraisemblable que ces vieux bâtiments souffrirent du tremblement de terre, qui se produisit le 18 septembre 1692 à 14h30. Ce séisme fut ressenti dans toute la vaste région incluant actuellement la Belgique, l'Allemagne, la France, la Hollande, et même l'Angleterre, à Amsterdam, les cloches sonnèrent toutes seul, à Spa, l'eau du Pouhon sortit, depuis lors, plus abondante, comme en témoigne un chronogramme gravé sur la fontaine des Pouhons. C'est ainsi, qu'à travers la région, la plupart des maisons et des fermes se fissurèrent ou s'écroulèrent partiellement, surtout les façades à cause des ouvertures.

Quoi qu'il en soit, les bâtiments actuels furent reconstruits postérieurement, l'inventaire du patrimoine monumental de Belgique les décrit comme suit: Ferme en moellons de grès et de calcaire, de la première moitié du XVIIIe siècle, disposée autour d'une cour pavée, le logis primitif présente deux niveaux de baies à meneau, il est prolongé par les étables, ouvertes de deux portes jumelées, à linteau droit, sur montants à harpes, sous une gerbières, aérées de quelques jours verticaux. La nouvelle construction date de la première moitié du XIXe siècle. C'est un haut logis sur caves en briques et calcaire, deux niveaux et demi et quatre travées de baies rectilignes, a linteau droit, la toiture est bâtière, couverte de tuiles et de type à coyaux. Dans le fond de la cour, de part et d'autre d'une étable, on trouve grange et remise à chariots, en colombage du XIXe siècle, percée d'une gerbière à l'arrière de ce chartil, petit jours d'aération sur deux niveaux, ainsi que dans le pignon à colombage caractéristique a l'entrée, se trouve un puits circulaire.

Après la famille de Woestenraedt, cet ensemble de bâtiments fut acquis par Jean-Nicolas David, en 1811 pour la somme de 28 000 fb, il y installe un haras, visant à l'amélioration de la race chevaline (1833-1844). Louis Jason-Close l'acheta en 1928, avec un hectare seulement de terre agricole, le reste de la propriété ayant dû être défrichés sur les anciens fonds forestiers. Par succession, le bien échut à Julien Jason -Laguesse, décédé en 1983. Puis via sa fille, Julienne Hertay-Jason, aux deux propriétaires actuels: Les frères Henri Hertay, pour une maison d'habitation, Philippe Hertay, pour habitation et restaurant.

### Château du Sclassin, initialement le château du Thier
Au milieu du XVIe siècle, il n'y avait encore, sur l'assise du château actuel, qu'une seule ferme, propriété des mayeurs de Soiron. Comme l'ancien château de Soiron menaçait ruines, Christian de Woestenraedt, ancien capitaine du roi d'Espagne, né à Soiron le 10 mai 1540, marié en 1581 à Marie de Haultepenne, Dame de Sclassin (localité non loin Daverdisse, dans la province du Luxembourg) fit édifier en 1587:"une belle et apparente mayson d'assé bonne assiette avec tourelles et fossez" qui s'appela Domaine du Thier -il est en effet au sommet du thier de la Hezée, qui monte de Soiron.

Une nuit, à la fin de mars 1591, une troupe de soldats du régiment de Bettigen pénétra dans le Ban de Soiron, aussitôt, le mayeur Christian de Woestenreadt, à la tête d'une poignée d'hommes, se porta à la rencontre des soudards, afin d'éviter aux manants de sa chatellerie, les actes de brigandages si coutumiers à cette époque. Il fut odieusement maltraité et ramené au château où il mourut âgés de 50 ans.

Marie de Haultepenne, restée veuve avec six enfants en bas âge, continua à habiter le château et comme elle avait conservé le titre de Dame de Sclassin, c'est par cette appellation que les gens des environs désignaient la châtelaine; elle mourut le 3 janvier 1638.De cette époque est resté le nom de Château de Sclassin. Les bâtiments, dits du Haras, et la bergerie y attenant étaient compris dans les dépendances du château. Ces propriétés demeurèrent biens de la famille de Woestenreadt jusqu'en 1805, quand ils furent acquis par Jean-Nicolas David, industriel verviétois.

### La Iégende de la Chapelle
D'après d'anciens récits de veillée (al' size)l'histoire remonterait au temps de St Remacle, Évêque de Tongres aux Ve-VIe siècle.

Dans la forêt épaisse du Fond de Fièrain, vivait un "ogre" dans un donjon fortifié;il exigeait des voyageurs un droit de passage sur son territoire, et à ceux qui ne pouvait pas payer, il arrachait une dent, et avec toutes ces dents, il se faisait des colliers. Or la fille du Burgrave de l'endroit était courtisée par le Seigneur d'Andrimont, et l'ogre affreux la désirait aussi, et s'étant fait éconduire par le père, il parvint à l'enlever par surprise et à la retenir prisonnière en son donjon.
Le père, le fiancé et une troupe de gens armés vinrent assiéger le donjon, mais en vain.Saint Remacle qui passait par là, allant de Tongres à Trèves (sans doute par la chaussée romaine ?) apprit le fait et s'en vint à la rescousse des infructueux assaillants; il donna une poudre à jeter sur la tour et une croix pour frapper trois fois la porte sur le coup de midi. Ce qu'ils firent et le donjon s'écroula.

La jeune fille en sortit heureusement indemne et toute la troupe s'engagea dans la direction de Soiron en remontant le chemin de Fond de Fiérain vers Tribomont; tout en progressant, un combat d'arrière-garde se déroula entre l'ogre et le fiancé, lequel parvint à frapper l'ogre à mort, à l'endroit où fut érigée la chapelle à la Vierge en signe de victoire. Bien entendu, toutes les dents du collier de l'ogre se répandirent par terre; serait-ce de là, que la tradition d'aller en pèlerinage à la chapelle pour la guérison des maux de dents ? Les anciens de la région ont encore connu cette tradition.
Dans un écrit de 1655, il est stipulé:"l'année précédente, une pièce de terre, extant sur Tribomont avec les arbres, pierres, haies et clusins, jondant d'otrient au grand chemin et à la chapelle Notre Dame Débonnaire, et du midi au terre de la Dame de Sclassin".

Le 20 septembre 1750, le comte Philippe-Joseph de Woestenreadt, seigneur de Grand-Rechain, permit au Frère Jean Miot de construire une habitation "joignante à la chapelle du dit-seigneur" et lui accorda l'attache à la chapelle comme aussi le terrain nécessaire à l'aménagement d'un jardin, à la condition qu'après la mort de l'ermite, cette construction resterait à la disposition du seigneur ou de ses héritiers; le 1er octobre, le seigneur de Woestenreadt acheta à la communauté pour six florins, un terrain de huit verges pour y ériger l'ermitage et y faire le jardin.

Incendiée lors de la Révolution française, les murailles subsistèrent et la chapelle fut reconstruite, grâce à la générosité de la famille David, alors propriétaire du château de Sclassin depuis 1805. Mais les habitants, ayant perdu traces des attributs de Notre-Dame Débonnaire, on y plaça une toile de Notre-Dame des Récollets de Verviers, devenue célèbre par le miracle lors du tremblement de terre de 1692. Elle s'y trouvait encore en 1928.

En 1978, les "Amis du Ban de Soiron" entreprirent la restauration-sauvetage de la chapelle qui menaçait ruine, et le petit autel fut surmonté, cettez fois, d'une photographie de Notre-Dame des Récollets. Elle aussi appelée erronément chapelle Saint-Roch, parce qu'elle avait contenu une statue de ce saint ; mais il est à noter que historiquement, elle reste la chapelle Notre-Dame Débonnaire.

### Château de Tribomont
Construit en 1873 par l'architecte Charles Thirion dans le style néo-classique, le château de Tribomont sera d'abord la demeure de campagne d'une riche famille verviétoise. Il est situé au milieu d'un domaine planté d'essences rares (cèdes, rhododendrons et séquoias - dont on retrouve des vestiges dans tout le domaine).
Il sera racheté dans les années 1920 par la Prévoyance Sociale pour devenir la Maison des Mutualistes qui accueillera successivement des colonies de vacances, un préventorium, un centre d'accueil pour réfugiés Russes et Espagnols et un centre de désintoxication pour toxicomanes.
Une association de protection de la nature en fera ensuite son siège en 1989 pour y organiser des stages, des classes vertes et des formations "nature" pour éducateurs et enseignants.
Cette association fera faillite et le château sera ensuite cédé dans les années 2000 à un propriétaire hollandais qui transforme et rénove le château depuis lors. Il n'est pas accessible au public. La maison attenante au château a été achetée par un particulier pour en faire une maison d'habitation et un cabinet médical.